# Dillwyn
Dillwyn é uma cidade  localizada no estado norte-americano de Virginia, no Condado de Buckingham.

## Demografia
Segundo o censo norte-americano de 2000, a sua população era de 447 habitantes.
Em 2006, foi estimada uma população de 443, um decréscimo de 4 (-0.9%).

## Geografia
De acordo com o United States Census Bureau tem uma área de
1,8 km², dos quais 1,8 km² cobertos por terra e 0,0 km² cobertos por água. Dillwyn localiza-se a aproximadamente 196 m acima do nível do mar.

## Localidades na vizinhança
O diagrama seguinte representa as localidades num raio de 36 km ao redor de Dillwyn.